# Comuna Kudlaii, Nemîriv
Kudlaii (în ucraineană Кудлаї) este o comună în raionul Nemîriv, regiunea Vinnița, Ucraina, formată din satele Ceaulske, Duboveț și Kudlaii (reședința).

## Demografie
Componența lingvistică a satului Kudlaii
     Ucraineană (98,48%)
     Rusă (1,52%)
Conform recensământului din 2001, majoritatea populației satului Kudlaii era vorbitoare de ucraineană (98,48%), existând în minoritate și vorbitori de rusă (1,52%).